# Município de Washington (condado de Richland, Ohio)
O município de Washington (em inglês: Washington Township) é um município localizado no condado de Richland no estado estadounidense de Ohio. No ano de 2010 tinha uma população de 6.428 habitantes e uma densidade populacional de 76,52 pessoas por km².

## Geografia
O município de Washington encontra-se localizado nas coordenadas 40° 40′ 35″ N, 82° 30′ 33″ O. Segundo a Departamento do Censo dos Estados Unidos, o município tem uma superfície total de 84.01 km², da qual 83,77 km² correspondem a terra firme e (0,28 %) 0,24 km² é água.

## Demografia
Segundo o censo de 2010, tinha 6.428 habitantes residindo no município de Washington. A densidade populacional era de 76,52 hab./km². Dos 6.428 habitantes, o município de Washington estava composto pelo 96,17 % brancos, o 1,38 % eram afroamericanos, o 0,02 % eram amerindios, o 1,12 % eram asiáticos, o 0,19 % eram de outras raças e o 1,12 % eram de uma mistura de raças. Do total da população o 0,89 % eram hispanos ou latinos de qualquer raça.